# Convocazioni alla Final Four Cup femminile 2009
Elenco delle giocatrici convocate per la Final Four Cup 2009.